# Linda Sällström
Linda Charlotta Sällström (Helsinki, 13 de julio de 1988) es una futbolista finlandesa. Juega como delantera en el Vittsjö GIK de la Damallsvenskan de Suecia. Es internacional con la selección de Finlandia y máxima goleadora histórica de su selección.

## Trayectoria
Hizo su debut con la selección absoluta de Finlandia el 31 de mayo de 2007; jugando 17 minutos contra Noruega.
Sällström se perdió toda la temporada 2012 por una lesión del ligamento cruzado anterior. Volvió a lesionarse la rodilla en marzo de 2013 y no pudo ser parte de la selección finlandesa en la Eurocopa Femenina de la UEFA 2013.
El 25 de enero de 2014, Sällstrom volvió a lesionarse el ligamento cruzado anterior.
En total, Sällström ha sufrido tres lesiones de ligamento cruzado anterior en su carrera. Regresó de una lesión para terminar como la segunda máxima goleadora de la temporada 2017-18 de la Damallsvenskan.
El 8 de octubre de 2019, Sällström anotó cuatro goles contra Albania para convertirse en la máxima goleadora histórica de la selección finlandesa, superando a Laura Österberg Kalmari.
El 7 de noviembre de 2019, Sällström jugó su partido número 100 contra Chipre.

## Clubes
| Tikkurilan Palloseura | Finlandia | ¿? - 2007       |
| Djurgardens IF        | Suecia    | 2008 - 2009     |
| Linköpings            | Suecia    | 2010 - 2014     |
| Vittsjö GIK           | Suecia    | 2015 - 2018     |
| Paris FC              | Francia   | 2018 - 2021     |
| HJK Helsinki          | Finlandia | 2021            |
| Vittsjö GIK           | Suecia    | 2022 - presente |